# Moncel-sur-Seille
Moncel-sur-Seille is een gemeente in het Franse departement Meurthe-et-Moselle in de regio Grand Est. De plaats maakt deel uit van het arrondissement Nancy. Moncel-sur-Seille telde op 1 januari 2022 533 inwoners.

## Geschiedenis
De gemeente maakte deel uit van het kanton Seichamps tot het op 22 maart 2015 werd opgeheven en de gemeenten werden opgenomen in het op die dag gevormde kanton Le Grand Couronné.

## Geografie
De oppervlakte van Moncel-sur-Seille bedraagt 12,41 vierkante kilometer; Op 1 januari 2022 was de bevolkingsdichtheid 42,9 inwoners per km².
De onderstaande kaart toont de ligging van Moncel-sur-Seille met de belangrijkste infrastructuur en aangrenzende gemeenten.

## Demografie
Onderstaande figuur toont het verloop van het inwonertal.
<
Agincourt · Amance · Art-sur-Meurthe · Bouxières-aux-Chênes · Buissoncourt · Cerville · Champenoux · Dommartin-sous-Amance · Erbéviller-sur-Amezule · Eulmont · Gellenoncourt · Haraucourt · Laître-sous-Amance · Laneuvelotte · Laneuveville-devant-Nancy · Lenoncourt · Mazerulles · Moncel-sur-Seille · Pulnoy · Réméréville · Saulxures-lès-Nancy · Seichamps · Sornéville · Velaine-sous-Amance